# آتیا

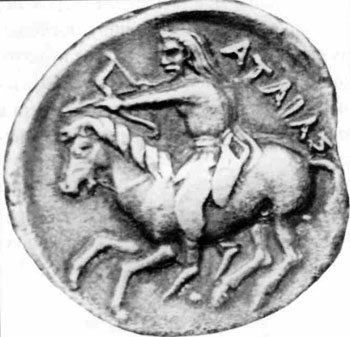
نمایی از سکهٔ دوران سکا با نگارهٔ پادشاه آتیا

آتیا یا آتئاس (۴۲۹-۳۳۹ (پیش از میلاد)) برپایهٔ بنمایه‌های یونانی و رومی بزرگترین پادشاه سکائیه بود که در نبرد با فیلیپ دوم مقدونی در ۳۳۹ پیش از زایش مسیح جان باخت و امپراتوریش نیز از میان‌رفت.

## همبستگی سکاها
می‌نماید که آتیا در نزدیک به ۴۰۰ پیش از زایش پادشاهان سه‌گوشهٔ سرزمین سکاها را کنارزده و خود نیروی یکهٔ سراسر سرزمین سکاستان شده باشد. تا دههٔ ۳۴۰ پیش از میلاد او همه قبیله‌های سکایی را از دانوب تا مرداب‌های میوتی هم‌پیمان نموده‌بود. پایتخت او در نزدیکی شهر امروزی کامیانکا در کنار دنیپر از سوی باستانشناسان شوروی یافته‌شده‌است.
پلوتارخ داستان‌های چندی را از آتیا نوشته‌است. از آن جرگه داستان فلوتزنی که به بند او افتاد و آتیا وی را ناچار کرده‌بود که برای سربازان و اسبانش بنوازد. و همچنین نامه‌ای که آتیا به فیلیپ نوشت و خود را تشنهٔ جنگ با او خواند.

## جنگ با مقدونیه
آتیا در سال‌های پایانی زندگیش به بالکان رخنه‌کرده و دست به مرزهای مقدونی-یونانی می‌یازید. از بنمایه‌های یونانی برمی‌آید که او در تراکیه به نبرد با قبیلهٔ هیستریان‌ها پرداخته‌است. در روند این جنگ میان مقدونی‌ها و سکاها اختلاف‌هایی پدیدآمد. در آینده هنگامی که مقدونیه بیزانتیوم را محاصره‌کرده‌بود فیلیپ از آتیا آذوقه خواست، ولی سکاها به بهانه خشکسالی در سکائیه از یاری رساندن به مقدونی‌ها سرباززدند. واپسین بهانه در دست فیلیپ برای جنگ با سکاها زمانی بود که آتیا تندیس هرکولی را که فیلیپ برای گذاردن در دهانه دنیپر بدو پیشکش کرده بود را برگرداند.
در در ۳۳۹ پیش از زایش عیسی دو سپاه در جلگه‌ای که امروزه دوبرویا خوانده‌می‌شود به هم‌رسیدند. آتیای نودساله در کشاکش نبرد کشته‌می‌شود و ارتشش از هم می‌پاشد. می‌نماید که فیلیپ هم زخمی‌شده و اسبش کشته‌شده‌باشد. فیلیپ در برابر به بردگی کشاندن ۲۰هزار زن سکایی و بردنشان به مقدونیه آشتی را پذیرفت. از آن پس تا فرمانروایی سیلوروس در سدهٔ دوم پیش از زایش سرزمین سکاها پاره‌پاره شده و ایشان چیرگیشان را بر استپ‌های پونتیک از دست‌دادند.